# Ramiro Castillo
Ramiro Castillo Salinas (ur. 27 marca 1966 w Coripacie, zm. 18 października 1997 w La Paz) – boliwijski piłkarz grający na pozycji pomocnika.

## Kariera klubowa
Karierę piłkarską Castillo rozpoczął w klubie Club The Strongest. W 1985 roku zadebiutował w jego barwach w pierwszej lidze boliwijskiej. Po dwóch latach gry w tym klubie odszedł do argentyńskiego Instituto Córdoba. W 1988 roku został zawodnikiem Argentinos Juniors Buenos Aires, gdzie jako podstawowy zawodnik strzelił 8 goli w Primera División. W 1990 roku przeszedł do innego klubu z Buenos Aires, River Plate. W latach 1991–1992 grał w Rosario Central, a w latach 1992–1993 w CA Platense.
Latem 1993 roku Castillo wrócił do ojczyzny i został piłkarzem Club The Strongest. W tym samym roku wywalczył z The Strongest mistrzostwo Boliwii, pierwsze w karierze. W 1997 roku podpisał kontrakt z drużyną Club Bolívar, z którą został mistrzem kraju.
W 1997 roku zmarł syn Castillo. Piłkarz wpadł w depresję i 18 października tego samego roku popełnił samobójstwo.

## Kariera reprezentacyjna
W reprezentacji Boliwii Castillo zadebiutował w 1989 roku. W 1994 roku został powołany przez selekcjonera Xabiera Azkargortę do kadry na Mistrzostwa Świata w USA. Tam był rezerwowym i rozegrał jedno spotkanie, przegrane 1:3 z Hiszpanią. Ogółem w kadrze narodowej do 1997 roku rozegrał 52 mecze i strzelił 5 goli. Grał także na Copa América 1989, Copa América 1991, Copa América 1993 i Copa América 1997 (wicemistrzostwo kontynentu i MVP turnieju).